# Acide anacardique

Structure des acides anacardiques. R est une chaine alkyl de longueur variable qui peut être saturée ou insaturée

L'acide anacardique est un composé présent dans les noix de cajou ; mais également dans l'écorce de l'anacardier.
Ce composé a un effet antibactérien et aide à lutter contre les caries dentaires,.
L’acide anacardique est un liquide jaune. Il est partiellement miscible avec l’éthanol et l’éther, mais pratiquement non miscible avec l’eau.

## Sources d'acides anacardiques
L'huile tirée des graines de l'arbre tropical Knema elegans (Myristicaceae) contient également des acides anacardiques

## Découverte
La première analyse chimique de l'huile de la coquille de noix de cajou de l'Anacardium occidentale a été publiée en 1847. 